# 韩震 (1913年)
韩震（1913年2月—2008年3月20日），男，直隶（今河北）深县人，中华人民共和国政治人物，曾任天津警备区政治部主任、副政治委员、顾问，天津市政协副主席。